# Estadio Municipal Alcaldesa Ester Roa Rebolledo
El Estadio Municipal Alcaldesa Ester Roa Rebolledo (anteriormente denominado Estadio Municipal de Concepción e informalmente Estadio Regional o Estadio Collao) es un estadio de fútbol que se ubica en la ciudad de Concepción, Región del Biobío, Chile. Fue inaugurado el 16 de septiembre de 1962 y es el tercer estadio más grande de Chile, construido bajo el gobierno de Jorge Alessandri y la gestión de la alcaldesa Ester Roa Rebolledo. El estadio ha protagonizado múltiples hechos deportivos, tanto nacionales como torneos internacionales.
En este estadio operan originalmente los equipos locales de Deportes Concepción, Universidad de Concepción y Arturo Fernández Vial. Ha sido sede de la Copa Mundial de Fútbol Juvenil de 1987, la Copa América 1991, el Torneo Preolímpico Sudamericano Sub-23 de 2004, Copa América 2015 y Supercopa de Chile 2016.
En 2015 el estadio fue remozado para recibir la Copa América y la Copa Mundial de Fútbol Sub-17. Cabe destacar que el Gimnasio Municipal, aledaño al estadio, también fue remodelado y ha servido como salón de prensa en ocasiones especiales.

## Historia

### Inicios del estadio
Tras la expropiación de la quinta parte del latifundio, perteneciente a la familia Spoerer Carmona en 1957, se dio paso a la construcción del recinto a comienzos de la década de 1960; el cual reemplazó un antiguo estadio de tablones emplazado en el mismo lugar. La edificación estuvo bajo la administración de la entonces alcaldesa Ester Roa Rebolledo, a quien hoy se debe el nombre del estadio.

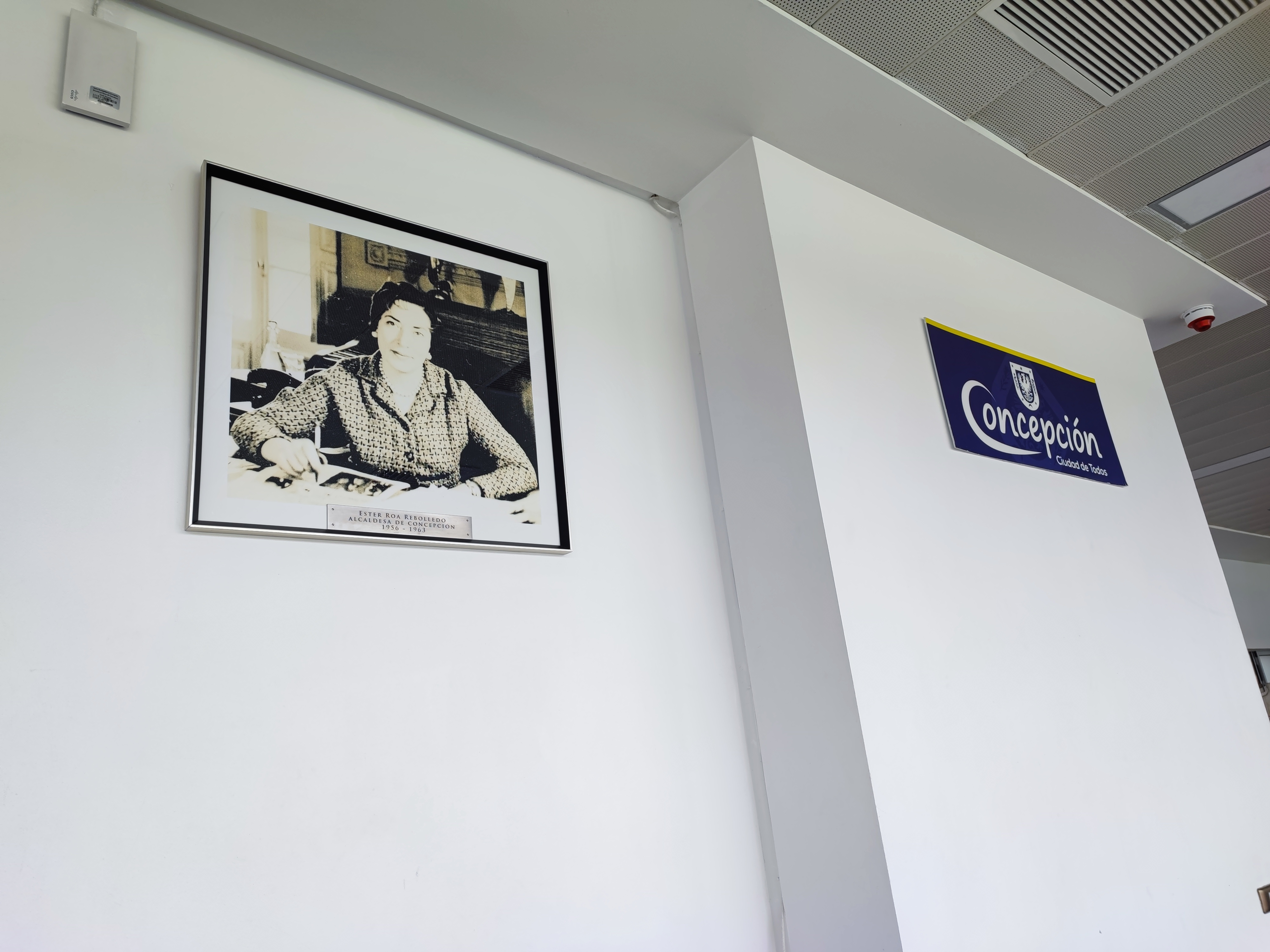
Cuadro con la foto de la alcaldesa Ester Roa Rebolledo, en el "Salón VIP" del estadio. Este salón fue construido luego de la remodelación del coliseo el 2015.

La construcción del estadio tenía como objetivo su inclusión en la Copa Mundial de Fútbol de 1962. Sin embargo la localía estuvo truncada por el terremoto de Concepción en 1960, que como réplica al día siguiente desembocó en el terremoto más devastador de la historia que fue el terremoto 9.5 de Valdivia, sismos que destruyeron las infraestructuras de la ciudad; provocando que el comité organizador eligiera a Rancagua como sub-sede definitiva. No obstante, todo lo acontecido no impidió que se realizase un torneo regional entre clubes locales, de los que destacaron equipos como Universitario (antecesor del actual Club Deportivo Universidad de Concepción).

### Golpe de Estado de 1973
El recinto fue centro de detención durante la Dictadura Militar de 1973, donde ciudadanos estuvieron apresados en el centro deportivo; para luego ser trasladados a la Isla Quiriquina o a 1500 kilómetros de distancia, a la ex oficina salitrera de Chacabuco, donde se instaló un campo de concentración. Otros dos estadios, como el Estadio Nacional y el Playa Ancha de Valparaíso, sufrieron el mismo destino.
Los detenidos llegaban en camiones hasta los estadios, donde permanecían semanas encarcelados, durmiendo en los lúgubres y grises pasillos de ingreso a las graderías. Muchos fueron sacados violentamente de sus casas o trabajos, y muchos terminaron ejecutados.
En el año 2004 fue instalada una placa en la que se podía leer “Homenaje a todos lo(a)s preso(a)s políticos que un día estuvieron en el Estadio Regional de Concepción”. Por motivos de la remodelación, entre los años 2013-2015, la placa fue quitada. En febrero de 2016 fue reinstalada en uno de los pilares principales de la entrada, en el acceso por Avenida Collao. Se realizó una ceremonia conmemorativa a la cual asistió el alcalde de Concepción, Álvaro Ortiz Vera, en homenaje a los miles de detenidos en el recinto deportivo durante entre 1973 y 1974.

### Torneos nacionales e internacionales
A nivel nacional ha acogido la final de la Copa Concepción en 2011 y 2016, y las conclusiones de la Supercopa de Chile 2016 y Copa Chile 2017.
En ámbito internacional, por participación de Huachipato en 1975, fue uno de los recintos de la Copa Libertadores. En 1987 fue una de las sedes de la Copa Mundial de Fútbol Juvenil. En 1991, tuvo algunos partidos de la Copa América; junto con otros de Deportes Concepción en la Copa Libertadores. El mismo equipo traería algunos duelos, en 1999, para la última edición de la Copa Conmebol; y en 2001 algunos más de la Copa Libertadores.
En 2004 tuvo parte en el Torneo Preolímpico Sudamericano Sub-23; también en ese mismo año la Universidad de Concepción disputó algunos encuentros de la Copa Libertadores y la Copa Sudamericana. En 2006 Huachipato hizo lo mismo en la Copa Sudamericana, tal como en 2008 Ñublense en la Copa Sudamericana. En 2015 volvió a recibir la Copa América, además de la Copa Mundial de Fútbol Sub-17. En 2016, la Universidad de Concepción enfrentó la Copa Sudamericana. El club universitario también disputó en el Ester Roa la Copa Libertadores en sus ediciones 2018 (1 partido de fase previa) y 2019 (toda la fase de grupos). 
En otras disciplinas deportivas, albergó el Campeonato zona sur de atletismo master de 2007.

## Cambio de nombre y remodelación

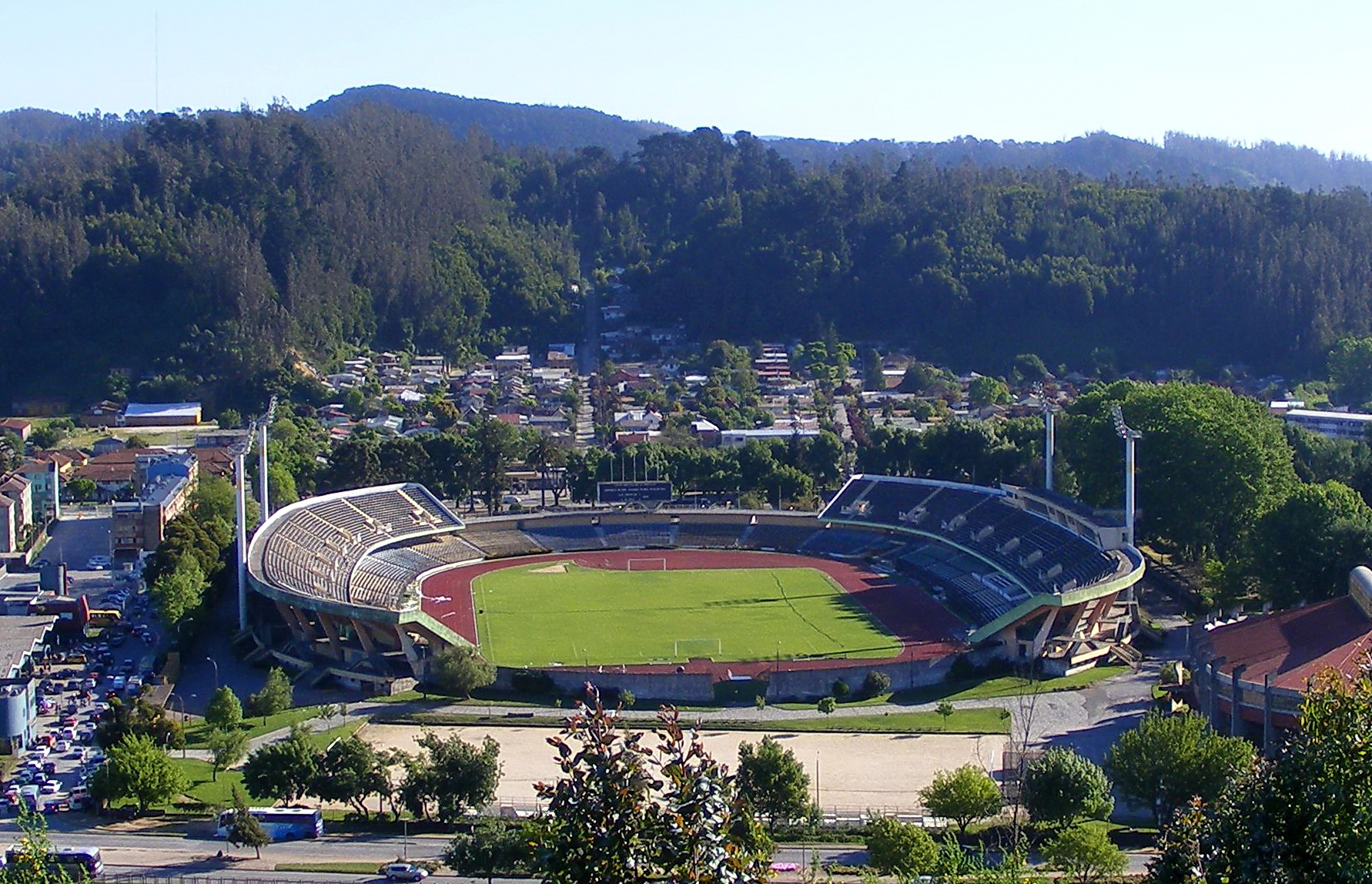
Antiguo aspecto del estadio.

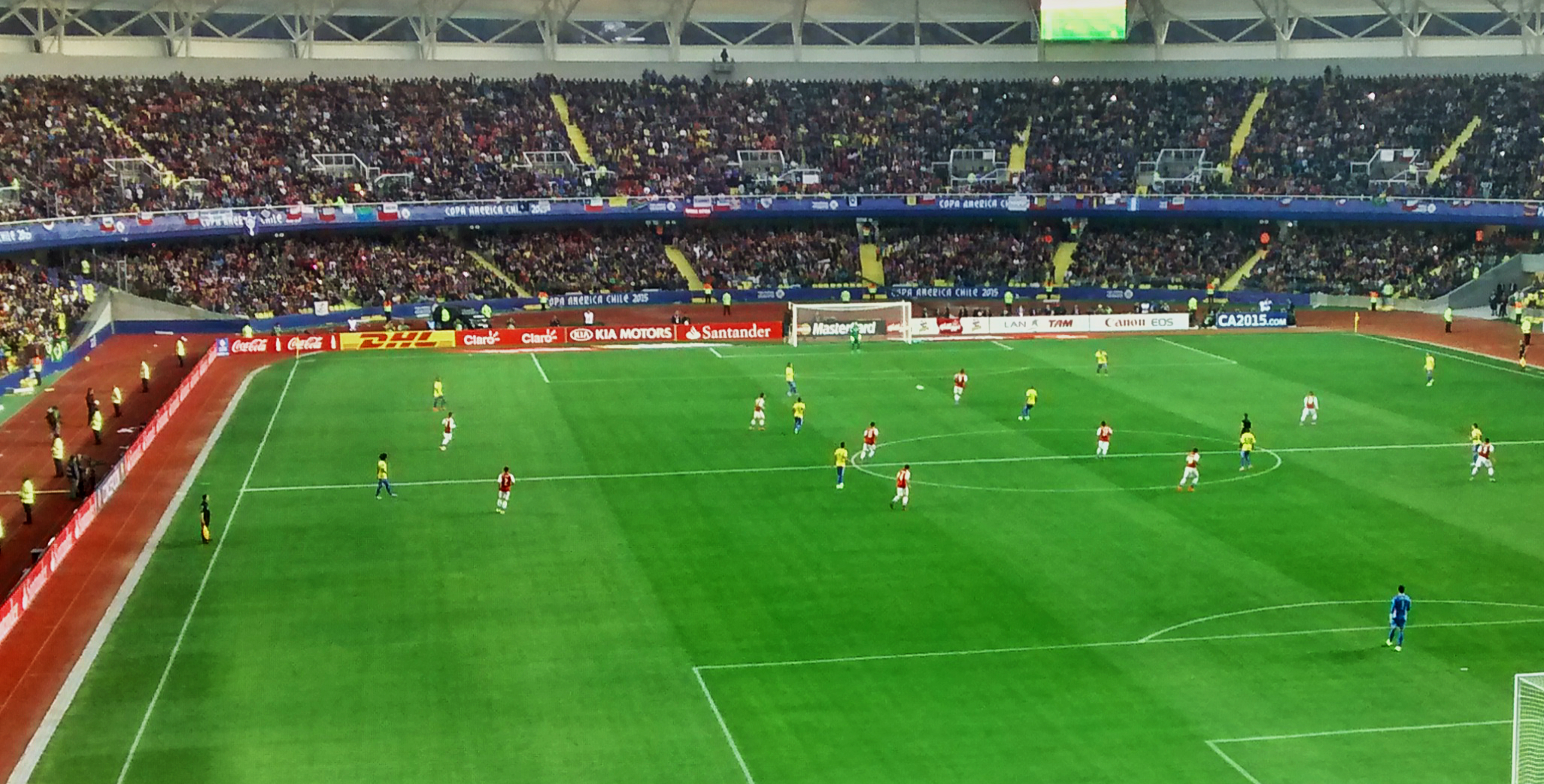
Brasil contra Paraguay, en un partido válido por cuartos de final de la Copa América 2015.

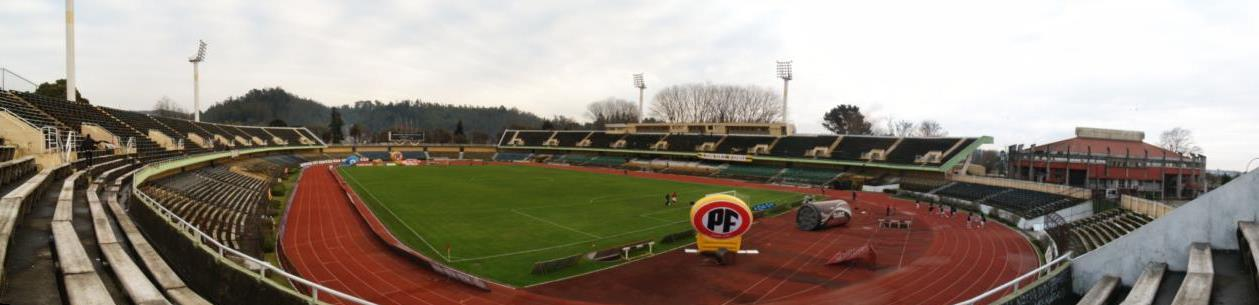
Imagen panorámica del antiguo Estadio Municipal de Concepción

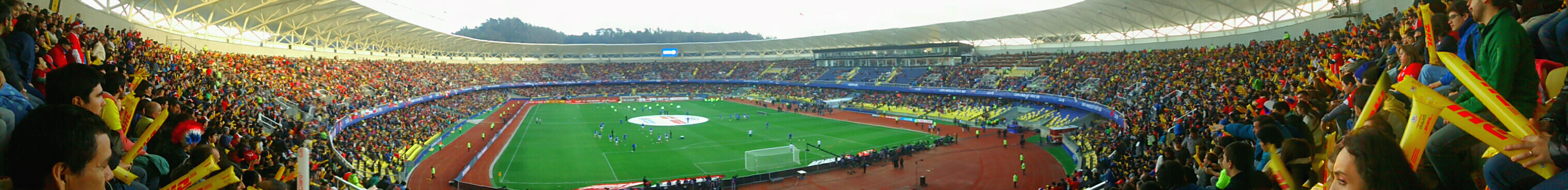
Imagen panorámica del Estadio Ester Roa de Concepción en la Copa América 2015

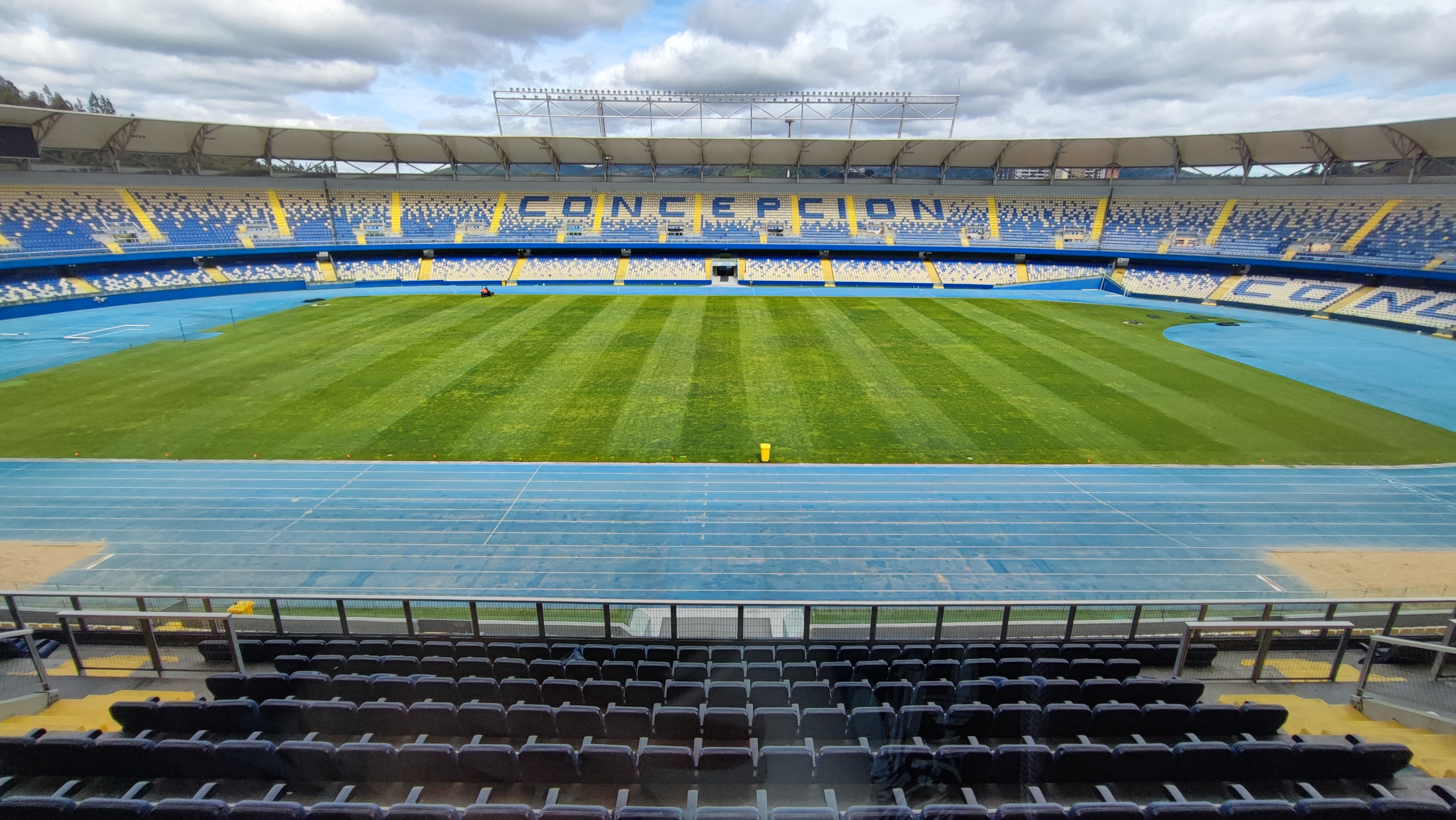
Estadio Ester Roa Rebolledo, en diciembre de 2023, sin público

El 29 de octubre de 2010, luego del fallecimiento de la exalcaldesa de Concepción Ester Roa Rebolledo, el concejo municipal decidió bautizar el estadio con su nombre.
En 2013, el consejo municipal determinó su completa remoción de cara a la Copa América y la Copa Mundial de Fútbol Sub-17; al haber sido elegido por la ANFP para ser sede de estos eventos. No obstante, con fondos del Instituto Nacional de Deportes (IND) y la propia Municipalidad (cotizados en $33 mil millones), la construcción tuvo serios retrasos y recibió la Copa América recién en los cuartos de final, durante el partido entre Brasil y Paraguay; cuando estuvo al borde de su exclusión por demoras que en las que entró como reemplazo el Estadio Monumental, que albergó partidos de grupo que originalmente debían ser disputados en el recinto penquista.
La remodelación estuvo a cargo de la empresa Claro Vicuña Valenzuela, iniciando a principios de 2013 y dada por concluida en junio de 2015. Esta mantuvo gran parte de la estructura del estadio y se refaccionaron varios sectores, además se incorporaron dos bandejas en codos norte y sur; además de un edificio administrativo según la logística del fútbol internacional. Se añadieron dos marcadores de pantallas led, iluminación estándar FIFA, camarines amateur y profesional, sala de conferencia y una pista sintética de atletismo con ocho carriles; junto con recintos para la comunidad como gimnasio, sala multiuso y una sala museo para guardar y exponer la historia del recinto. Unos de los aspectos más notorios de esta remodelación fue la instalación de 33.000 butacas azules y amarillas, fabricadas en España por la empresa Euro Seating International. Gracias a la unificación de los codos norte y sur, este estadio se sitúa como el tercero con mayor capacidad del país; después del Estadio Nacional de Chile y el Estadio Monumental.
Otra gran novedad fue la cubierta, encargada a la empresa mexicana Lonas Lorenzo. En total son 60 paños, con forma de trapecio, hechos de una membrana resistente a las condiciones climáticas de la zona; que mide en total 13 240 metros cuadrados. Además cuenta con un sistema de megafonía de primer nivel, 324 parlantes que cubren tanto el exterior como el interior del recinto deportivo. Entre las diversas novedades que este sistema dispone, por ejemplo, es el de difundir música a ubicaciones seleccionadas, compensación automática de nivel en el momento de aumento de nivel de presión sonora y cumplir con las normativas de seguridad, donde se destaca la inteligibilidad de la voz humana en casos de emergencia. Estos equipos fueron importados desde Estados Unidos, Bélgica e Italia.

## Eventos deportivos

### Copa Mundial de Fútbol Juvenil de 1987
En el estadio se disputaron todos los partidos del Grupo B (compuesto por Italia, Brasil, Canadá, Nigeria), un partido de cuartos de final (Italia v/s Chile), y una semifinal (Chile v/s Alemania Federal).
- Primera Fase

| 11 de octubre de 1987, 17:00 | Brasil                                                 | 4:0 (3:0) | Nigeria | Estadio Municipal de Concepción, Concepción                         |                                                                     |
|                              | Alcindo 20' · Andre Cruz 29' · William 35', 62' (pen.) | Reporte   |         | Asistencia: 27.000 espectadores Árbitro(s): Allan Gunn (Inglaterra) | Asistencia: 27.000 espectadores Árbitro(s): Allan Gunn (Inglaterra) |

| 12 de octubre de 1987, 17:00 | Italia                             | 2:2 (0:2) | Canadá                  | Estadio Municipal de Concepción, Concepción                         |                                                                     |
|                              | Impallomeni 50' (pen.) · Melli 82' | Reporte   | 9' Grimes · 44' Mobilio | Asistencia: 13.500 espectadores Árbitro(s): Enrique Revoredo (Perú) | Asistencia: 13.500 espectadores Árbitro(s): Enrique Revoredo (Perú) |

| 14 de octubre de 1987, 17:00 | Brasil | 0:1 (0:0) | Italia      | Estadio Municipal de Concepción, Concepción                                   |                                                                               |
|                              |        | Reporte   | 60' Rizzolo | Asistencia: 18.000 espectadores Árbitro(s): Rodolfo Martínez Mejia (Honduras) | Asistencia: 18.000 espectadores Árbitro(s): Rodolfo Martínez Mejia (Honduras) |

| 15 de octubre de 1987, 17:00 | Nigeria               | 2:2 (2:1) | Canadá                    | Estadio Municipal de Concepción, Concepción                                  |                                                                              |
|                              | Effa 5' · Adekola 44' | Reporte   | 6' Jansen · 88' Domezetis | Asistencia: 5.000 espectadores Árbitro(s): Soetoyo Hartasardjono (Indonesia) | Asistencia: 5.000 espectadores Árbitro(s): Soetoyo Hartasardjono (Indonesia) |

| 17 de octubre de 1987, 17:00 | Brasil         | 1:0 (0:0) | Canadá | Estadio Municipal de Concepción, Concepción                          |                                                                      |
|                              | Andre Cruz 82' | Reporte   |        | Asistencia: 8.000 espectadores Árbitro(s): Octavio Sierra (Colombia) | Asistencia: 8.000 espectadores Árbitro(s): Octavio Sierra (Colombia) |

| 18 de octubre de 1987, 17:00 | Nigeria | 0:2 (0:2) | Italia                  | Estadio Municipal de Concepción, Concepción                                          |                                                                                      |
|                              |         | Reporte   | 23' Carrara · 24' Melli | Asistencia: 9.000 espectadores Árbitro(s): Guenther Habermann (Alemania Democrática) | Asistencia: 9.000 espectadores Árbitro(s): Guenther Habermann (Alemania Democrática) |

- Cuartos de final

| 21 de octubre de 1987, 16:15 | Italia | 0:1 (0:0) | Chile           | Estadio Municipal de Concepción, Concepción                       |                                                                   |
|                              |        | Reporte   | 73' (pen.) Pino | Asistencia: 35.000 espectadores Árbitro(s): Rune Larsson (Suecia) | Asistencia: 35.000 espectadores Árbitro(s): Rune Larsson (Suecia) |

- Semifinal

| 23 de octubre de 1987, 16:15 | Chile | 0:4 (0:3) | Alemania Federal                                 | Estadio Municipal de Concepción, Concepción                           |                                                                       |
|                              |       | Reporte   | 9' Eichenauer · 15' Dammeier · 36', 69' Witeczek | Asistencia: 36.000 espectadores Árbitro(s): Claude Bouillet (Francia) | Asistencia: 36.000 espectadores Árbitro(s): Claude Bouillet (Francia) |

### Copa América 1991
Aquí se disputaron solo dos partidos de primera fase del Grupo A (compuesto por Argentina, Chile, Paraguay, Perú, Venezuela).
| 8 de julio de 1991 | Chile                                                | 4:2 (1:0) | Perú                        | Estadio Municipal, Concepción                               |                                                             |
|                    | Rubio 16' · Contreras 51' (pen.) · Zamorano 61', 74' |           | 59' Maestri · 71' Del Solar | Asistencia: 35 000 espectadores Árbitro(s): Ernesto Filippi | Asistencia: 35 000 espectadores Árbitro(s): Ernesto Filippi |

| 12 de julio de 1991 | Argentina                                                | 4:1 (1:0) | Paraguay    | Estadio Municipal, Concepción                               |                                                             |
|                     | Batistuta 40' · Simeone 61' · Astrada 70' · Caniggia 81' |           | 79' Cardozo | Asistencia: 25 000 espectadores Árbitro(s): Ernesto Filippi | Asistencia: 25 000 espectadores Árbitro(s): Ernesto Filippi |

### Torneo Preolímpico Sudamericano Sub-23 de 2004
En el estadio se disputaron los 10 partidos del Grupo A (compuesto por Chile, Brasil, Paraguay, Uruguay, Venezuela).
| 7 de enero de 2004, 20:00 | Chile                                   | 3:0 (2:0) | Uruguay | Estadio Municipal de Concepción, Concepción                  |                                                              |
|                           | González 4' · Soto 33' · Villanueva 49' |           |         | Asistencia: 32 000 espectadores Árbitro(s): Claudio Martínez | Asistencia: 32 000 espectadores Árbitro(s): Claudio Martínez |

| 7 de enero de 2004, 22:10 | Brasil                                                      | 4:0 (0:0) | Venezuela | Estadio Municipal de Concepción, Concepción                  |                                                              |
|                           | Diego 46' · Dagoberto 58' · Robinho 73' (pen.) · Marcel 88' |           |           | Asistencia: 20 000 espectadores Árbitro(s): Fernando Panesso | Asistencia: 20 000 espectadores Árbitro(s): Fernando Panesso |

| 9 de enero de 2004, 20:00 | Chile                                          | 3:0 (2:0) | Venezuela | Estadio Municipal de Concepción, Concepción             |                                                         |
|                           | Valdivia 42' · Figueroa 45+1' · Villanueva 55' |           |           | Asistencia: 17 000 espectadores Árbitro(s): Pedro Ramos | Asistencia: 17 000 espectadores Árbitro(s): Pedro Ramos |

| 9 de enero de 2004, 22:10 | Brasil                                            | 3:0 (1:0) | Paraguay | Estadio Municipal de Concepción, Concepción                  |                                                              |
|                           | Diego 9' (pen.) · Robinho 51' (pen.) · Maicon 53' |           |          | Asistencia: 14 000 espectadores Árbitro(s): Gilberto Hidalgo | Asistencia: 14 000 espectadores Árbitro(s): Gilberto Hidalgo |

| 11 de enero de 2004, 16:00 | Brasil      | 1:1 (1:1) | Uruguay     | Estadio Municipal de Concepción, Concepción               |                                                           |
|                            | Robinho 41' |           | 37' Vigneri | Asistencia: 1 200 espectadores Árbitro(s): Claudio Martín | Asistencia: 1 200 espectadores Árbitro(s): Claudio Martín |

| 11 de enero de 2004, 18:10 | Paraguay                               | 3:1 (2:1) | Venezuela     | Estadio Municipal de Concepción, Concepción            |                                                        |
|                            | González 11' (pen.), 43' · Giménez 52' |           | 25' Maldonado | Asistencia: 1 500 espectadores Árbitro(s): René Ortubé | Asistencia: 1 500 espectadores Árbitro(s): René Ortubé |

| 13 de enero de 2004, 20:00 | Uruguay     | 1:1 (0:1) | Venezuela    | Estadio Municipal de Concepción, Concepción                    |                                                                |
|                            | Olivera 61' |           | 2' Maldonado | Asistencia: 15 000 espectadores Árbitro(s): Víctor Hugo Rivera | Asistencia: 15 000 espectadores Árbitro(s): Víctor Hugo Rivera |

| 13 de enero de 2004, 22:10 | Chile                                | 3:2 (0:1) | Paraguay                   | Estadio Municipal de Concepción, Concepción                  |                                                              |
|                            | Soto 65' · Beausejour 74' · Leal 83' |           | 42' Figueredo · 70' Torres | Asistencia: 27 000 espectadores Árbitro(s): Fernando Panesso | Asistencia: 27 000 espectadores Árbitro(s): Fernando Panesso |

| 15 de enero de 2004, 20:00 | Uruguay    | 1:2 (0:1) | Paraguay              | Estadio Municipal de Concepción, Concepción                  |                                                              |
|                            | García 31' |           | 9' Díaz · 85' Bareiro | Asistencia: 30 000 espectadores Árbitro(s): Gilberto Hidalgo | Asistencia: 30 000 espectadores Árbitro(s): Gilberto Hidalgo |

| 15 de enero de 2004, 22:10 | Chile          | 1:1 (0:1) | Brasil   | Estadio Municipal de Concepción, Concepción                  |                                                              |
|                            | Beausejour 63' |           | 18' Alex | Asistencia: 33 000 espectadores Árbitro(s): Claudio Martínez | Asistencia: 33 000 espectadores Árbitro(s): Claudio Martínez |

### Copa América 2015
- Cuartos de final

| 27 de junio de 2015, 18:30 | Brasil                                               | 1:1 (1:0) (3:4 p.)         | Paraguay                                                  | Estadio Ester Roa Rebolledo, Concepción                            |                                                                    |
|                            | Robinho 14'                                          | Reporte                    | 71' (pen.) D. González                                    | Asistencia: 29 276 espectadores Árbitro(s): Andrés Cunha (Uruguay) | Asistencia: 29 276 espectadores Árbitro(s): Andrés Cunha (Uruguay) |
|                            |                                                      | Tiros desde el punto penal |                                                           |                                                                    |                                                                    |
|                            | Fernandinho · Ribeiro · Miranda · Douglas · Coutinho |                            | Martínez · V. Cáceres · Bobadilla · Santa Cruz · González |                                                                    |                                                                    |

- Semifinal

| 30 de junio de 2015, 20:30                   | Argentina                                                            | 6:1 (2:1) | Paraguay    | Estadio Ester Roa Rebolledo, Concepción                           |                                                                   |
|                                              | Rojo 14' · Pastore 26' · Di María 46' 52' · Agüero 79' · Higuaín 82' | Reporte   | 42' Barrios | Asistencia: 29 205 espectadores Árbitro(s): Sandro Ricci (Brasil) | Asistencia: 29 205 espectadores Árbitro(s): Sandro Ricci (Brasil) |
| Vídeo resumen oficial: Argentina vs Paraguay |                                                                      |           |             |                                                                   |                                                                   |

- Tercer Lugar

| 3 de julio de 2015, 20:30 | Perú                        | 2:0 (0:0) | Paraguay | Estadio Ester Roa Rebolledo, Concepción                           |                                                                   |
|                           | Carrillo 47' · Guerrero 87' | Reporte   |          | Asistencia: 29 143 espectadores Árbitro(s): Raúl Orosco (Bolivia) | Asistencia: 29 143 espectadores Árbitro(s): Raúl Orosco (Bolivia) |

### Copa Mundial de Fútbol sub-17 de 2015
- Primera Fase

| 19 de octubre de 2015, 17:00 | Sudáfrica | 1:2 (0:1) | Costa Rica                  | Estadio Ester Roa Rebolledo, Concepción                     |                                                             |
|                              | Mayo 90'  | Reporte   | 7' Masis · 63' (pen.) Reyes | Asistencia: 7572 espectadores Árbitro(s): Mohd Amirul Izwan | Asistencia: 7572 espectadores Árbitro(s): Mohd Amirul Izwan |

| 19 de octubre de 2015, 20:00 | Corea del Norte | 0:2 (0:1) | Rusia                   | Estadio Ester Roa Rebolledo, Concepción                    |                                                            |
|                              |                 | Reporte   | 3' Galanin · 52' Chalov | Asistencia: 7572 espectadores Árbitro(s): Wilson Lamouroux | Asistencia: 7572 espectadores Árbitro(s): Wilson Lamouroux |

| 22 de octubre de 2015, 17:00 | Sudáfrica           | 1:1 (1:1) | Corea del Norte    | Estadio Ester Roa Rebolledo, Concepción                     |                                                             |
|                              | Mukumela 10' (pen.) | Reporte   | 17' (pen.) Wi Song | Asistencia: 9322 espectadores Árbitro(s): Yevhen Aranovskiy | Asistencia: 9322 espectadores Árbitro(s): Yevhen Aranovskiy |

| 22 de octubre de 2015, 20:00 | Rusia      | 1:1 (0:0) | Costa Rica  | Estadio Ester Roa Rebolledo, Concepción                 |                                                         |
|                              | Chalov 82' | Reporte   | 71' Montero | Asistencia: 9322 espectadores Árbitro(s): Roberto Tobar | Asistencia: 9322 espectadores Árbitro(s): Roberto Tobar |

| 25 de octubre de 2015, 16:00 | Francia                                      | 4:0 (2:0) | Siria | Estadio Ester Roa Rebolledo, Concepción                   |                                                           |
|                              | Janvier 22', 46' · Edouard 32' · Maurice 66' | Reporte   |       | Asistencia: 13 759 espectadores Árbitro(s): Janny Sikazwe | Asistencia: 13 759 espectadores Árbitro(s): Janny Sikazwe |

| 25 de octubre de 2015, 19:00 | Rusia                     | 2:0 (1:0) | Sudáfrica | Estadio Ester Roa Rebolledo, Concepción                |                                                        |
|                              | Makhatadze 5' (pen.), 89' | Reporte   |           | Asistencia: 13 759 espectadores Árbitro(s): Diego Haro | Asistencia: 13 759 espectadores Árbitro(s): Diego Haro |

- Octavos de final

| 29 de octubre de 2015, 17:00 | Croacia                 | 2:0 (1:0) | Alemania | Estadio Ester Roa Rebolledo, Concepción                          |                                                                  |
|                              | Moro 18' · Lovren 90+1' | Reporte   |          | Asistencia: 10 705 espectadores Árbitro(s): Martin Strömbergsson | Asistencia: 10 705 espectadores Árbitro(s): Martin Strömbergsson |

| 29 de octubre de 2015, 20:00 | Rusia      | 1:4 (1:2) | Ecuador                                      | Estadio Ester Roa Rebolledo, Concepción                            |                                                                    |
|                              | Chalov 16' | Reporte   | 31' (65) Pereira · 17' Corozo · 78' Nazareno | Asistencia: 10 705 espectadores Árbitro(s): Abdulla Hassan Mohamed | Asistencia: 10 705 espectadores Árbitro(s): Abdulla Hassan Mohamed |

- Cuartos de final

| 2 de noviembre de 2015, 20:00 | Bélgica  | 1:0 (1:0) | Costa Rica | Estadio Ester Roa Rebolledo, Concepción                 |                                                         |
|                               | Rigo 27' | Reporte   |            | Asistencia: 8874 espectadores Árbitro(s): Janny Sikazwe | Asistencia: 8874 espectadores Árbitro(s): Janny Sikazwe |

- Semifinal

| 5 de noviembre de 2015, 20:00 | México                 | 2:4 (1:2) | Nigeria                                                     | Estadio Ester Roa Rebolledo, Concepción                            |                                                                    |
|                               | Magaña 8' · Cortés 60' | Reporte   | 35' Nwakali · 43' Okwonkwo · 67' Ebere · 83' (pen.) Osimhen | Asistencia: 21 618 espectadores Árbitro(s): Abdulla Hassan Mohamed | Asistencia: 21 618 espectadores Árbitro(s): Abdulla Hassan Mohamed |

### Supercopa de Chile 2016
Su organización estuvo a cargo de la Asociación Nacional de Fútbol Profesional de Chile (ANFP), y a ella clasificaron dos equipos: el campeón de Copa Chile 2015, Universidad de Chile, y el campeón de Primera División, Universidad Católica; los cuales disputaron el título en un partido único. Finalmente, Universidad Católica ganó la Supercopa de Chile al imponerse por 2-1.
- Torneo: Supercopa de Chile 2016

| 15 de septiembre de 2016 | Universidad Católica            | 2:1 (2:1) | Universidad de Chile | Estadio Municipal Alcaldesa Ester Roa Rebolledo, Concepción |                                                          |
| 21:00                    | Castillo 41' · Fuenzalida 45+1' |           | 44' Fernández        | Asistencia: 27.000 espectadores Árbitro(s): Jorge Osorio    | Asistencia: 27.000 espectadores Árbitro(s): Jorge Osorio |

### Copa Chile 2017
Su organización estuvo a cargo de la Asociación Nacional de Fútbol Profesional de Chile (ANFP), y a ella clasificaron dos equipos: Universidad de Chile y Santiago Wanderers, los cuales disputaron el título en un partido único. Finalmente, Santiago Wanderers ganó la Copa Chile al imponerse por 3-1.
- Torneo: Copa Chile 2017

| 11 de noviembre de 2017 | Universidad de Chile | 1:3 (0:1) | Santiago Wanderers                     | Estadio Municipal Alcaldesa Ester Roa Rebolledo, Concepción |                                                            |
| 17:00                   | Pizarro 72'          |           | 30', 70' (pen.) Gutiérrez · 51' Pineda | Asistencia: 27.100 espectadores Árbitro(s): Eduardo Gamboa  | Asistencia: 27.100 espectadores Árbitro(s): Eduardo Gamboa |

### Supercopa de Chile 2021
Su organización estuvo a cargo de la Asociación Nacional de Fútbol Profesional de Chile (ANFP), y a ella clasificaron dos equipos: el campeón de Primera División, Universidad Católica, y el campeón de Primera B, Ñublense; los cuales disputaron el título en un partido único. Finalmente, Universidad Católica ganó la Supercopa de Chile al imponerse por 7-6 a penales, tras empatar 1-1 en el tiempo regular.
- Torneo: Supercopa de Chile 2021

| 18 de noviembre de 2021 | Universidad Católica                                                                | 1:1 (0:0) (7:6 p.)         | Ñublense                                                                | Estadio Municipal Alcaldesa Ester Roa Rebolledo, Concepción    |                                                                |
| 19:00                   | Zampedri 78' (pen.)                                                                 |                            | 69' Mateos                                                              | Asistencia: 18.000 espectadores Árbitro(s): Francisco Gilabert | Asistencia: 18.000 espectadores Árbitro(s): Francisco Gilabert |
|                         |                                                                                     | Tiros desde el punto penal |                                                                         |                                                                |                                                                |
|                         | Buonanotte · Núñez · Parot · Saavedra · Zampedri · Asta-Buruaga · Huerta · Valencia |                            | Mateos · Rivera · Abrigo · Guerra · Vargas · Pérez · Cerezo · Navarrete |                                                                |                                                                |

### Supercopa de Chile 2022
Su organización estuvo a cargo de la Asociación Nacional de Fútbol Profesional de Chile (ANFP), y a ella clasificaron dos equipos: el campeón de Primera División, Universidad Católica, y el campeón deCopa Chile 2021, Colo-Colo; los cuales disputaron el título en un partido único. El partido estuvo detenido por alrededor de 30 minutos, luego de que a los 33 minutos del primer tiempo comenzaran incidentes entre ambas barras. Finalmente, Colo-Colo ganó la Supercopa de Chile al imponerse por 2-0.
- Torneo: Supercopa de Chile 2022

| 23 de enero de 2022                                                                              | Universidad Católica | 0:2 (0:0) | Colo-Colo                  | Estadio Municipal Alcaldesa Ester Roa Rebolledo, Concepción |                                                          |
| 19:00                                                                                            |                      |           | 69' Gil · 90+1' Villanueva | Asistencia: 17 755 espectadores Árbitro(s): José Cabrero    | Asistencia: 17 755 espectadores Árbitro(s): José Cabrero |
| Partido detenido a los 33', luego de incidentes entre las barras. Se retomó luego de media hora. |                      |           |                            |                                                             |                                                          |

## Eventos musicales

### Conciertos
Tras el show infantil de El Chavo del 8, el 11 de octubre de 1977, ya para fines de los 80 el estadio se transformó en un nombre fuerte para albergar números musicales en el sur de Chile. Destaca la variedad de estilos de los espectáculos, tanto nacionales como internacionales, los cuales son:
| Fecha                    | Artista o banda           | Notas                                       |
| ------------------------ | ------------------------- | ------------------------------------------- |
| 12 de noviembre de 1989  | Cyndi Lauper              | «A Night to Remember Tour«                  |
| 15 de marzo de 1992      | Silvio Rodríguez          | —                                           |
| 15 de enero de 1995      | Luciano Pavarotti         | —                                           |
| 23 de enero de 2000      | Chayanne                  | «Atado a tu amor Tour«                      |
| 23 de marzo de 2002      | Los Prisioneros           | Gira de reencuentro de Los Prisioneros      |
| 19 de octubre de 2002    | Los Bunkers               | —                                           |
| 31 de octubre de 2003    | Los Prisioneros           | —                                           |
| 5 de noviembre de 2003   | La Ley                    | «Libertad Tour»                             |
| 27 de abril de 2004      | Chancho en piedra         | «Amor y condon Tour»                        |
| 23 de febrero de 2005    | Miguel Bosé               | —                                           |
| 7 de febrero de 2007     | Chayanne                  | «Mi tiempo Tour»                            |
| 17 de febrero de 2007    | RBD Diego Boneta          | «Tour Generación 2006»                      |
| 21 de febrero de 2007    | Tom Jones                 | —                                           |
| 25 de febrero de 2007    | La Oreja de Van Gogh      | «Tour Guapa»                                |
| 28 de febrero de 2008    | Deep Purple               | «Rapture of the Deep Tour»                  |
| 25 de febrero de 2009    | Camila                    | —                                           |
| 10 de octubre de 2009    | Los Fabulosos Cadillacs   | «Satánico Pop Tour»                         |
| 10 de noviembre de 2009  | Ricardo Arjona            | «Quinto piso Tour»                          |
| 3 de septiembre de 2010  | Daddy Yankee              | «Mundial Tour»                              |
| 19 de septiembre de 2011 | Chancho en Piedra         | Ramadas Fiestas Patrias 2011                |
| 5 de noviembre de 2011   | Julius Popper Los Vásquez | 461° aniversario de la ciudad de Concepción |
| 18 de mayo de 2012       | Ricardo Arjona            | «Metamorfosis World Tour»                   |
| 21 de septiembre de 2012 | Los Bunkers               | «Música Libre Tour»                         |
| 13 de octubre de 2012    | Marc Anthony Chayanne     | «Gigantes Tour»                             |
| 6 de noviembre de 2012   | Luis Miguel               | Gira Luis Miguel / Gira grandes éxitos      |
| 29 de febrero de 2016    | Ricky Martin              | «One World Tour»                            |
| 16 de marzo de 2016      | Maná                      | «Cama incendiada Tour»                      |
| 23 de diciembre de 2016  | 31 minutos                | «Calurosa Navidad — Tremendo Tulio Tour»    |
| 14 de marzo de 2017      | Américo                   | Día internacional de la Mujer               |
| 30 de septiembre de 2018 | Ricardo Arjona            | «Circo Soledad Tour»                        |
| 5 de octubre de 2018     | Silvio Rodríguez          | —                                           |
| 14 de noviembre de 2018  | Chayanne                  | «Desde el Alma Tour»                        |
| 25 de marzo de 2023      | Los Bunkers               | «Ven aquí Tour»                             |
| 6 de abril de 2024       | Los Tres                  | «La revuelta»                               |